# The Rare Ould Times
The Rare Ould Times (auch mit dem Titel Dublin in the Rare Ould Times oder in der Schreibweise The Rare Auld Times oder The Rare Old Times) ist ein populäres irisches Lied, in dem beklagt wird, wie sich Dublin und seine traditionelle Lebensweise in den 1960er und 1970er Jahren verändert haben. Geschrieben wurde das Lied 1977 von dem irischen Songwriter Pete St. John.

## Hintergrund
Pete St. John wurde als „Peter Mooney“ in Dublin geboren und ist dort aufgewachsen. Er schrieb später Lieder wie The Fields of Athenry oder The Ferryman. In den 1960er Jahren ging er nach Kanada und in die Vereinigten Staaten, um dort zu arbeiten. Als er anschließend nach Dublin zurückkehrte, war er bestürzt darüber, wie sich das Stadtbild durch neue Gebäudekomplexe und Architektur verändert hatte. Berühmte alte Gebäude wie das Royal Theater oder das Hotel Metropole (the Met) waren abgerissen oder Denkmäler wie der Nelson-Pillar zerstört worden, und die traditionelle Lebensweise hatte sich in den wenigen Jahren seiner Abwesenheit stark verändert.

## Inhalt

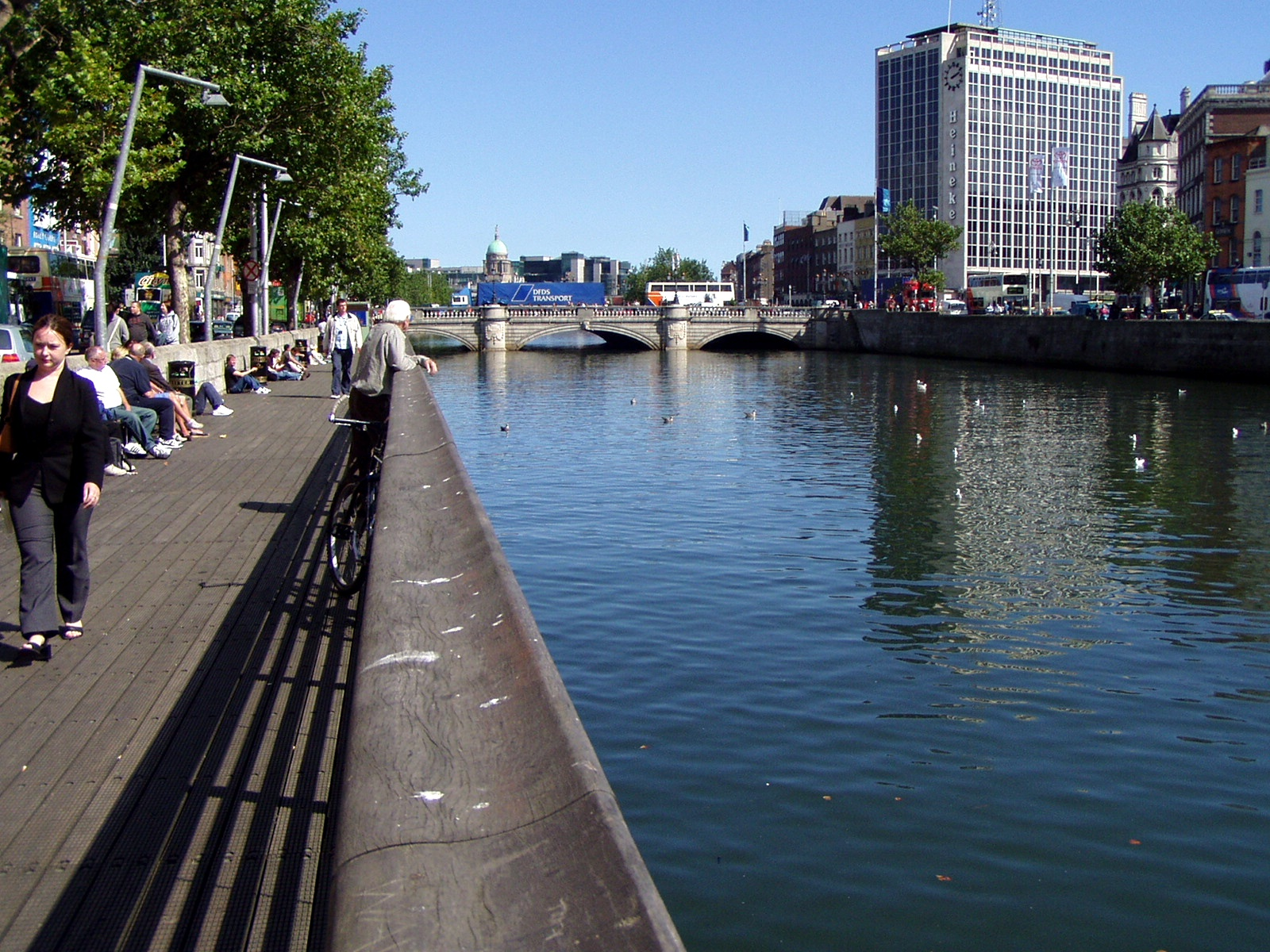
Die Liffey mit der O’Connell Bridge und dem einzigen Hochhaus, das es 1977 in Dublin gab (Foto von 2003)

Das Lied erzählt von dem Handwerker (Cooper, Fassmacher) Sean Dempsey und seinen Erinnerungen an die Kindertage in Dublin. Doch sein Geburtshaus in Bezirk Pimlico wurde abgerissen und durch Neubauten ersetzt und sein erlernter Beruf ist nur noch ein Teil der Handwerksgeschichte. Dempseys große Liebe war Peggy Dignan, doch er konnte sie nicht halten, sie verließ ihn und ging mit einem Studenten nach Birmingham. All diese Erfahrungen haben ihn verbittert und besonders die hohen Beton- und Glasgebäude, die am Kai entlang aus dem Boden zu sprießen scheinen, zerstören den Rest von dem, was für ihn einmal Dublins Charme ausgemacht hat. Und so endet das Lied mit den Worten:

“Fare thee well sweet Anna Liffey, I can no longer stay,

And watch the new glass cages, that spring up along the quay,

My mind’s too full of memories, to old to hear new chimes,

I’m a part of what was Dublin, in the Rare Oul Times.”

„Lass es Dir gut gehen, süße Anna Liffey, ich kann hier nicht mehr stehn

und den neuen Glaskäfigen am Kai entlang beim Sprießen zuseh’n

Mein Geist ist mit Erinnerungen überfüllt, zu alt, um neue Glöckchen zu hören

Ich bin ein Teil von dem was Dublin war, in den raren alten Zeiten.“

Der Refrain ist an einen alten Kinderreim aus dem 18. Jahrhundert angelehnt, der als englisch ring a ring a rosie ‚Ringel ringel Rosen‘ bekannt ist. Hier in der Form:
“Ring a ring a rosie as the lights declines, I remember Dublin city in the rare oul times.” (Pete St. John: The Rare Ould Times.)

## Aufnahmen (Auswahl)
- 1977: Rare Ould Times – The Dublin City Ramblers[2]
- 1979: Im Album Together again – The Dubliners, OCLC 661501459 (mehrmals auch auf anderen Alben herausgegeben)
- 1986: Im Album James Last in Ireland – James Last, OCLC 725361039
- 1980: Im Album Jim McCann  – Jim McCann, OCLC 725786685
- 1996: Dublin In The Rare Auld Times – Daniel O’Donnell[3]
- 2002: Im Album Drunken Lullabies – Flogging Molly[4]

Chartplatzierung

In den irischen Charts belegte das Lied, interpretiert von Danny Doyle folgende Positionen:
- 26. Januar 1978 Platz 1, für 11 Wochen in den Charts vertreten
- 14. Oktober 1979 Platz 14, für 7 Wochen in den Charts vertreten